# 대한민국 국회 정무위원회
정무위원회(政務委員會, 영어: National Policy Committee)는 정무에 관한 국회의 의사결정기능을 실질적으로 수행하는 국회 상임위원회이다.

## 설치 근거 및 소관 업무

### 설치 근거
- 국회법 [법률 제12502호, 2014년 3월 18일 일부개정] 제37조[1]

### 소관 업무
- 국무총리실 직속 기관[2]의 소관에 속하는 의안과 청원 등의 심사, 기타 법률에서 정하는 직무를 수행한다.

## 연혁
- 1988년 6월 15일: 행정위원회를 설치.
- 1994년 6월 28일: 행정위원회를 행정경제위원회로 개편.
- 1995년 3월 3일: 행정경제위원회를 행정위원회로 개편.
- 1998년 3월 18일: 행정위원회를 정무위원회로 개편.

## 직무
- 법률안 및 청원 등 심사
  - 소관 법률안의 심사 및 제안
  - 소관 청원의 심사
  - 동의안·결의안 등 기타 소관 의안의 심사 및 제안
- 예·결산 등 심사
  - 소관부처의 예산안·결산의 심사
  - 소관부처의 기금운용계획안 및 결산의 심사
- 국정감사 및 조사
  - 소관기관에 대한 국정감사
  - 특정 사안에 대한 국정조사
- 일반 국정통제
  - 소관 행정입법에 대한 검토
  - 법률에 정하는 소관기관 공직후보자에 대한 인사청문
  - 소관기관에 대한 일상적인 감시·통제
- 기타
  - 소관 진정의 처리
  - 소관분야 정책연구개발
- 인사청문회

## 소관 부처
- 국무조정실
- 국무총리비서실
- 국가보훈부
- 공정거래위원회
- 금융위원회
- 국민권익위원회
- 개인정보보호위원회

## 위원 명단
| 위원정수 | 현원   | 더불어민주당 | 국민의힘 | 비교섭단체                              |
| 24       | 24     | 14 | 8 | 2                                       |
| -------- | ------ | --- | --- | --------------------------------------- |
| 위원장   | 위원장 | | 윤한홍 - 창원시마산회원구 | -                                       |
| 간사     | 간사   | 강준현 | 강민국 | -                                       |
| 위원     | 위원   | - 강준현 - 세종특별자치시 을 - 강훈식 - 충남 아산시 을 - 김남근 - 서울 성북구 을 - 김병기 - 서울 동작구 갑 - 이원욱 - 경기 하남시 을 - 김현정 - 경기 평택시 병 - 민병덕 - 경기 안양동안구 갑 - 박상혁 - 경기 김포시 을 - 유동수 - 인천 계양구 갑 - 이강일 - 충북 청주시상당구 - 이인영 - 서울 구로구갑 - 이정문 - 충남 천안시 병 - 조승래 - 대전 유성구 갑 - 천준호 - 서울 강북구 갑 | - 강명구 - 경북 구미시 을 - 강민국 - 경남 진주시 을 - 권성동 - 강원 강릉시 - 김상훈 - 대구 서구 - 김재섭 - 서울 도봉구 갑 - 유영하 - 대구 달서구 갑 - 이헌승 - 부산 부산진구 을 | - 신장식 - 비례대표 - 한창민 - 비례대표 |

### 소위원회
| 법안심사제1소위원회 (5인)  | 소위원장 |  |  |  |
| 법안심사제1소위원회 (5인)  | 소위원   |  |  |  |
| 법안심사제2소위원회 (6인)  | 소위원장 |  |  |  |
| 법안심사제2소위원회 (6인)  | 소위원   |  |  |  |
| 예산결산심사소위원회 (4인) | 소위원장 |  |  |  |
| 예산결산심사소위원회 (4인) | 소위원   |  |  |  |
| 청원심사소위원회 (3인)     | 소위원장 |  |  |  |
| 청원심사소위원회 (3인)     | 소위원   |  |  |  |

## 소관 법률

### 국무총리실
- 정부업무평가 기본법
- 정부출연연구기관 등의 설립·운영 및 육성에 관한 법률
- 행정조사기본법
- 행정규제기본법
- 저탄소녹색성장기본법
- 지식재산기본법
- 온실가스 배출권의 할당 및 거래에 관한 법률

### 공정거래위원회
- 독점규제 및 공정거래에 관한 법률
- 하도급거래 공정화에 관한 법률
- 약관의 규제에 관한 법률
- 표시·광고의 공정화에 관한 법률
- 방문판매 등에 관한 법률
- 할부거래에 관한 법률
- 독점규제및공정거래에 관한 법률의 적용이 제외되는 부당한 공동행위등의 정비에 관한 법률
- 가맹사업거래의 공정화에 관한 법률
- 전자상거래 등에서의 소비자보호에 관한 법률
- 소비자기본법
- 소비자생활협동조합법
- 제조물책임법

### 금융위원회
- 금융지주회사법
- 기업구조조정촉진법
- 금융위원회의 설치 등에 관한 법률
- 한국산업은행법
- 한국정책금융공사법
- 중소기업은행법
- 기술신용보증기금법
- 신용보증기금법
- 농림수산업자신용보증법
- 공적자금관리 특별법
- 공적자금상환기금법
- 금융산업의 구조개선에 관한 법률
- 금융기관부실자산 등의 효율적 처리 및 한국자산관리공사의 설립에 관한 법률
- 예금자보호법
- 금융중심지의 조성과 발전에 관한 법률
- 은행법
- 전자금융거래법
- 금융실명거래 및 비밀보장에 관한 법률
- 한국주택금융공사법
- 유사수신행위의규제에관한법률
- 농어가목돈마련저축에관한법률
- 보험업법
- 화재로 인한 재해보상과 보험가입에 관한 법률
- 상호저축은행법
- 여신전문금융업법
- 대부업의 등록 및 금융이용자보호에 관한 법률
- 신용정보의 이용 및 보호에 관한 법률
- 휴면예금관리재단의설립등에관한법률
- 신용협동조합법
- 공사채등록법
- 자본시장과 금융투자업에 관한 법률
- 자산유동화에 관한 법률
- 종합금융회사에 관한 법률
- 주택저당채권유동화회사법
- 담보부사채신탁법
- 기업구조조정투자회사법
- 공인회계사법
- 주식회사의 외부감사에 관한 법률
- 특정 금융거래정보의 보고 및 이용 등에 관한 법률
- 공중 등 협박목적을 위한 자금조달행위의 금지에 관한 법률
- 전기통신금융사기피해금 환급에 관한 특별법
- 전자단기사채등의 발행 및 유통에 관한 법률

### 국민권익위원회
- 부패방지 및 국민권익위원회의 설치와 운영에 관한 법률
- 공익신고자보호법
- 행정심판법

### 국가보훈처
- 국가보훈기본법
- 독립유공자예우에 관한 법률
- 국가유공자 등 예우 및 지원에 관한 법률
- 참전유공자예우에 관한 법률
- 5·18민주유공자예우에 관한 법률
- 고엽제후유의증 환자지원 등에 관한 법률
- 제대군인지원에 관한 법률
- 특수임무수행자 지원 및 단체설립에 관한 법률
- 독도의용수비대 지원법
- 보훈기금법
- 국가유공자 등 단체설립에 관한 법률
- 재향군인회법
- 국립묘지의 설치 및 운영에 관한 법률
- 독립기념관법
- 한국보훈복지의료공단법